# AMC-5
AMC-5 (vormals GE-5 und Nahuel 1B) war ein kommerzieller Kommunikationssatellit des niederländischen Satellitenbetreibers SES World Skies.

## Geschichte
Der Satellit wurde ursprünglich unter dem Namen Nahuel 1B als Reservesatellit für den argentinischen Satellitenbetreiber Nahuelsat gebaut. Der Start sollte ursprünglich auf einer chinesischen Langer-Marsch-3C-Trägerrakete erfolgen, jedoch wurde der Satellit vor dem Start an das US-Unternehmen GE Americom verkauft.
Am 28. Oktober 1998 brachte eine Ariane-4-Trägerrakete den Satelliten unter der Bezeichnung GE-5 vom Raumfahrtzentrum Guayana in einen Geotransferorbit. GE-5 wurde bei seiner geostationären Position auf 81° West in Betrieb genommen. Von dort konnte er in ganz Nordamerika empfangen werden.
Im Jahr 2001 wurde GE Americom an SES verkauft und hieß von dort an SES Americom. Der Satellit wurde in AMC-5 umbenannt. Ab 2009 wurde der Satellit dann von SES World Skies betrieben.
AMC-5 wurde am 17. Mai 2014 in einen Friedhofsorbit verschoben und außer Betrieb genommen.

## Technische Daten
Aérospatiale baute Nahuel 1B auf Basis ihres Satellitenbusses der Spacebus-2000-Serie. Der Satellit war mit 16 Ku-Band-Transpondern ausgerüstet, welche von Dornier geliefert wurden. Er war dreiachsenstabilisiert und wog beim Start ca. 1,7 Tonnen. Außerdem wurde er durch zwei große Solarmodule und Batterien mit Strom versorgt und besaß eine geplante Lebensdauer von 12 Jahren, welche er um mehr als drei Jahre übertraf.